# Злий дух Ямбуя
«Злий дух Ямбуя» (рос. «Злой дух Ямбуя») — російський радянський художній фільм 1977 року, за однойменною повістю  Григорія Федосєєва. Лідер кінопрокату 1978 року.

## Сюжет
Події фільму відбуваються в кінці 1940-х років у малодоступних районах Східного Сибіру. Під час геодезичних досліджень в одній з експедицій одна за одною зникають 3 людини — Петрик, Єфименко і Биков. План експедиції під загрозою зриву. Колеги відправляються на пошуки зниклих. Усі зникнення ставалися неподалік від гольця Ямбуй. Через деякий час вони зустрічаються з племенем евенків, де їм розповідають всілякі історії про Ямбуй і злого духа, що там бродить. Від місцевих жителів Григорій Федосєєв також дізнається, що, крім геодезистів, раніше пропали два евенки.
Надалі з'ясовується, що в районі Ямбуя з'явився ведмідь-людоїд. Ризикуючи собою, літній евенк Карарбах і Федосєєв ведуть пошуки «злого духа».

## У ролях
| Актор               | Роль                                                      |
| ------------------- | --------------------------------------------------------- |
| Юрій Заборовський   | начальник геодезичної партії Григорій Онисимович Федосєєв |
| Ольга Єнзак         | стара евенка Лангара                                      |
| Родна Єшонов        | старий евенк Карарбах                                     |
| Филимон Сергєєв     | радист Павло                                              |
| Володимир Круглов   | геодезист Цибін                                           |
| Олександр Кавалеров | геодезист Степан                                          |
| Микола Куваченок    | провідник евенк Ілля                                      |
| Микола Дмитрієв     | провідник евенк Долбачі                                   |
| Зінаїда Пікунова    | жінка евенка Сулакікан                                    |
| Юрій Максимов       | хлопчик евенк Тикулча                                     |

## Знімальна група
- Автор сценарію і режисер: Борис Бунєєв
- Оператори: Олександр Гарибян, Микола Пучков, Анатолій Гришко
- Художник: Ольга Бєднова
- Композитор: Євген Геворгян